# Podocarpus nivalis
Podocarpus nivalis är en barrträdart som beskrevs av William Jackson Hooker. Podocarpus nivalis ingår i släktet Podocarpus och familjen Podocarpaceae. IUCN kategoriserar arten globalt som livskraftig. Inga underarter finns listade i Catalogue of Life.

## Bildgalleri

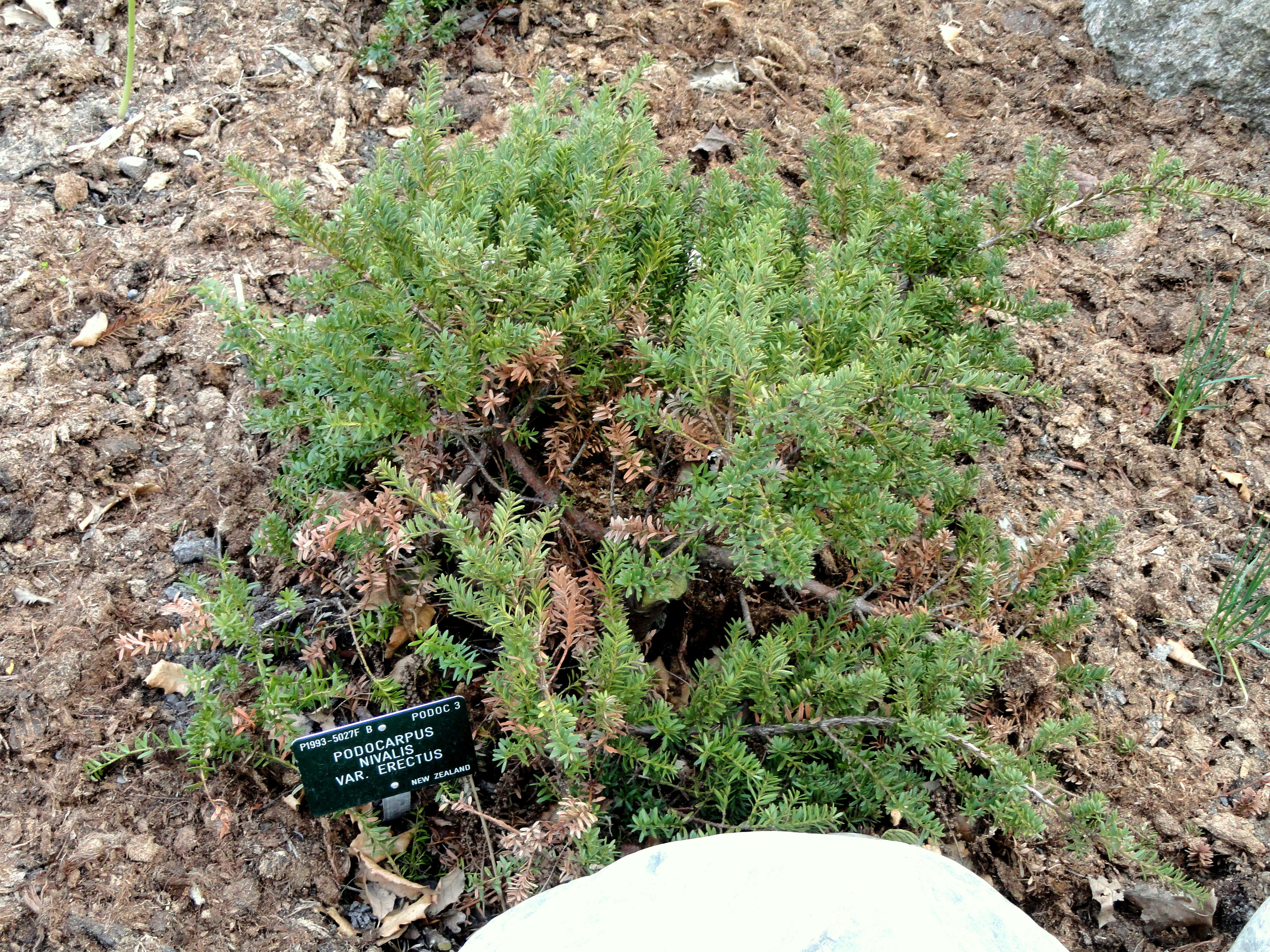
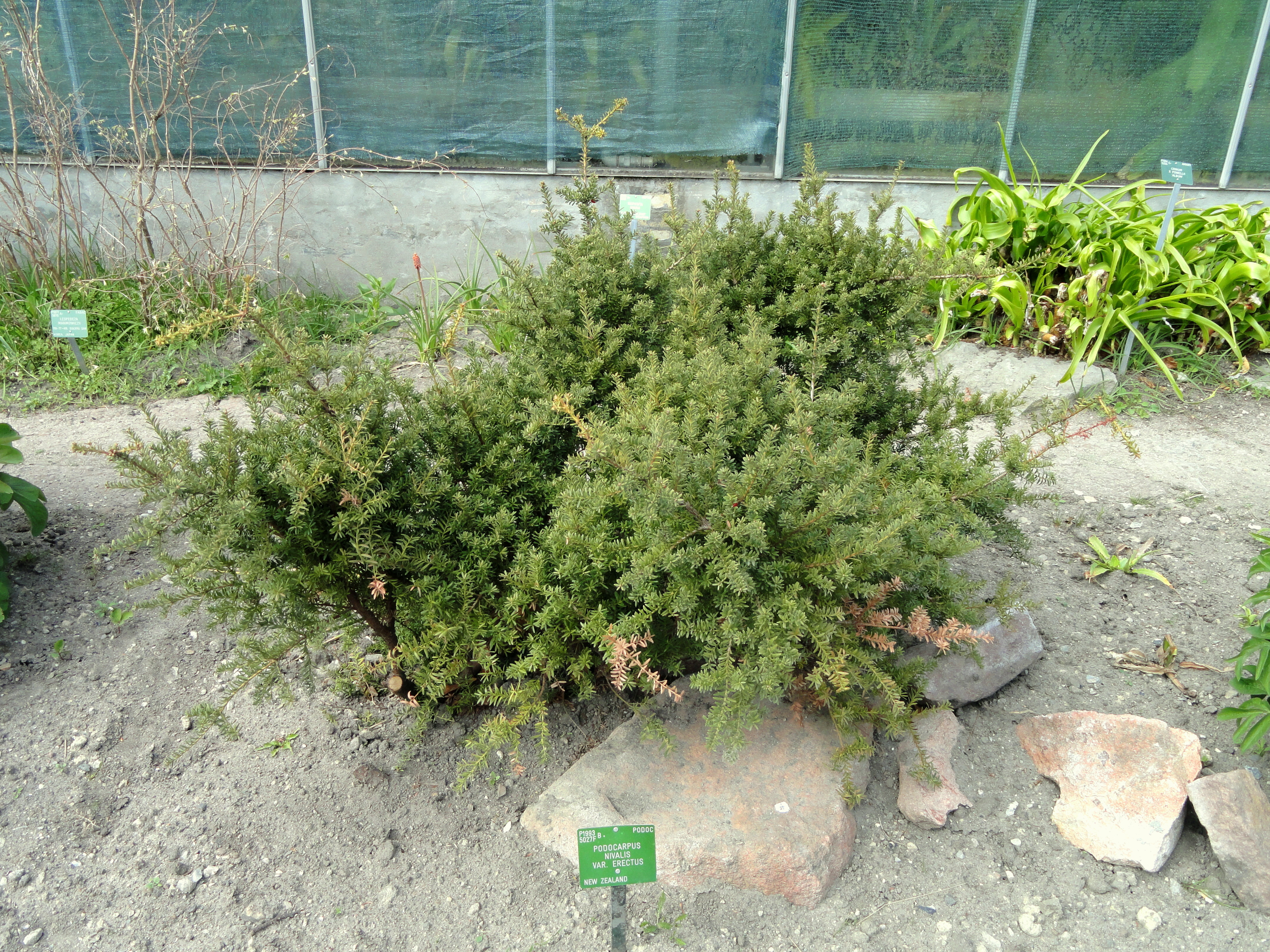
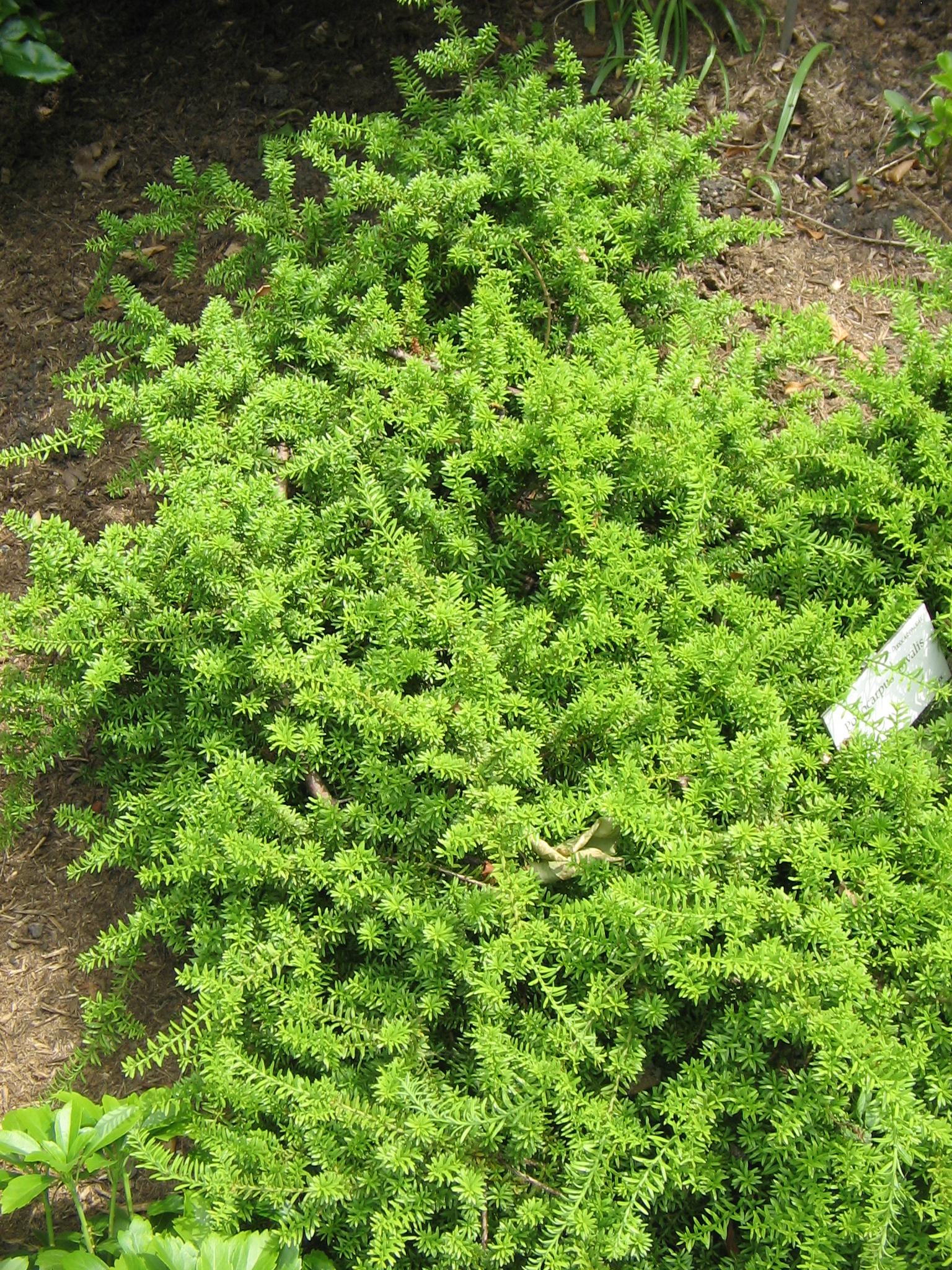
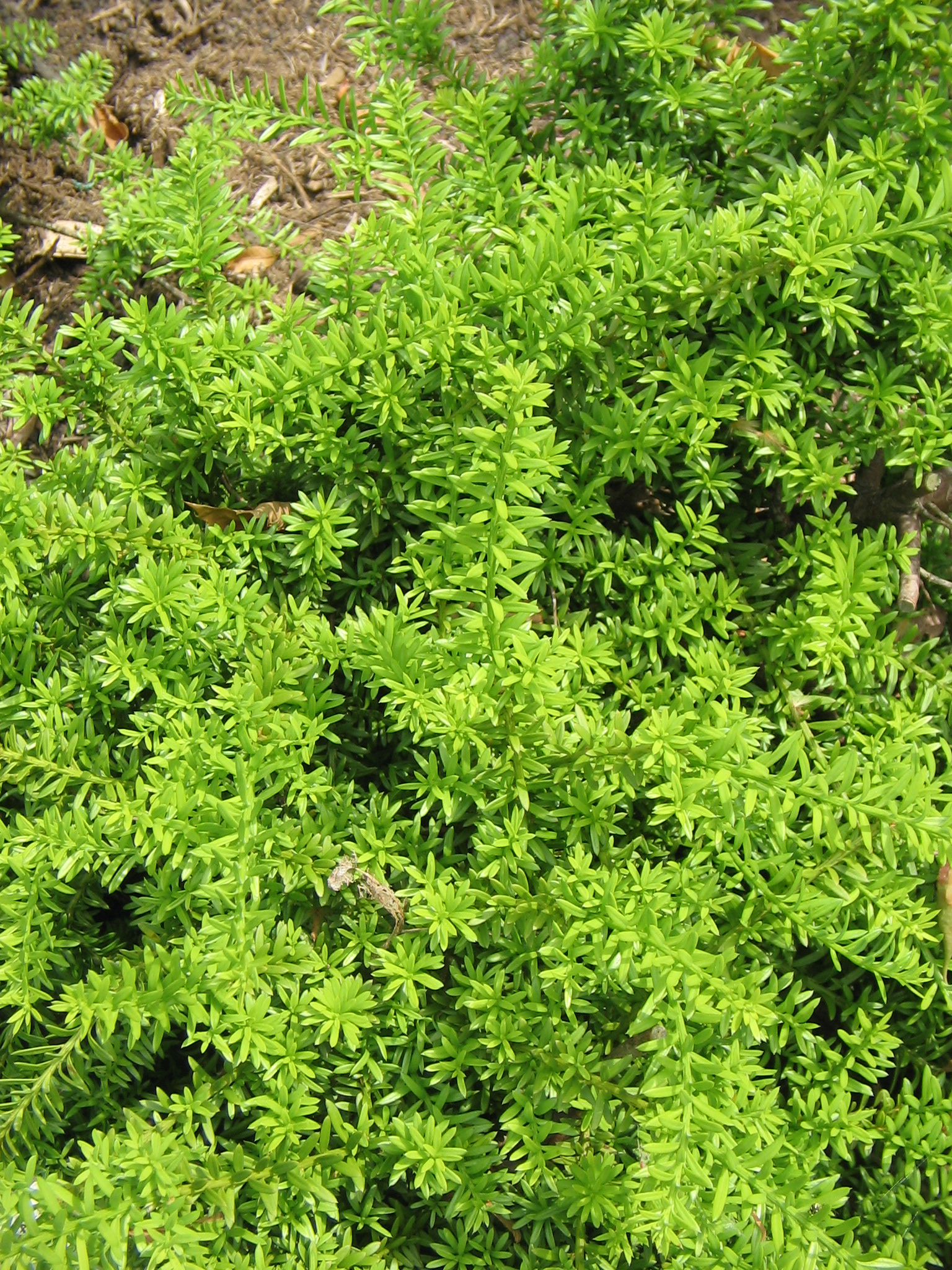